# Luis Avendaño
Luis Eduardo Avendaño Rojas (n. 29 de noviembre de 1992) es un luchador venezolano de lucha grecorromana. Compitió en dos Campeonatos Mundiales consiguiendo la 30.ª posición en 2015. Logró el quinto lugar en los Juegos Panamericanos de 2015. Obtuvo una medalla de plata en los Juegos Bolivarianos de 2013. Ganó la medalla de bronce en el Campeonato Panamericano de 2016.
Medallista de bronce en el panamericano de lucha 2017
Medalla de oro panamericano de lucha Lima 2018, Luis también se ubicó de noveno lugar en el campeonato mundial de Budapest, Hungría en 2018
Medalla de oro panamericano Buenos Aires 2019 
Medalla de oro en los juegos panamericanos Lima2019 
Obtuvo medalla de plata en Campeonatos panamericano de cadetes y medalla de oro en categoría juvenil hasta 2012.

Su esposa Soleymi Caraballo también una luchadora reconocida